# الطور الأسود (طور الباحة)

تعديل مصدري - تعديل

الطورالاســود هي إحدى قرى عزلة طور الباحة بمديرية طور الباحة التابعة لمحافظة لحج، بلغ تعداد سكانها 261 نسمة حسب تعداد اليمن لعام 2004.